# Dices katoenstaartkonijn
Het Dices katoenstaartkonijn (Sylvilagus dicei)  is een zoogdier uit de familie van de hazen en konijnen (Leporidae). De soort komt voor in zuidelijk Midden-Amerika.

## Naamgeving
De wetenschappelijke naam van de soort werd voor het eerst geldig gepubliceerd door William P. Harris in 1932. Het Dices katoenstaartkonijn is vernoemd naar de Amerikaanse ecoloog Lee Raymond Dice. Het dier werd voorheen beschouwd als een ondersoort van het Braziliaans konijn.

## Verspreiding
Het verspreidingsgebied van het Dices katoenstaartkonijn omvat de berggebieden van zuidelijk Costa Rica en westelijk Panama. De soort leeft in de Cordillera de Talamanca op 1.100 tot 3.500 meter hoogte en mogelijk zelfs tot 3.800 meter hoogte. Het Dices katoenstaartkonijn bewoont open gebieden, zoals bosranden en de páramo, en het is algemeen in beschermde natuurgebieden zoals Internationaal park La Amistad. Mogelijk komt de soort ook voor in de Cordillera Central in het midden van Costa Rica, waaronder Nationaal park Braulio Carrillo. In lager gelegen gebieden wordt het Dices katoenstaartkonijn vervangen door het Braziliaans konijn.

## Uiterlijk
Het Dices katoenstaartkonijn is ongeveer 42 cm lang en circa 1000 gram zwaar. Vrouwelijke konijnen zijn groter dan mannetjes. In vergelijking met het Floridakonijn heeft het Dices katoenstaartkonijn kortere oren een kortere, minder opvallende staart. In vergelijking met het Braziliaans konijn is de soort iets groter en heeft het een donkerdere vacht.

## Leefwijze
Het Dices katoenstaartkonijn is met name actief tijdens de schemering en 's nachts. Het is een solitair levend dier. Gras vormt het voornaamste voedsel van het Dices katoenstaartkonijn. Daarnaast wordt ook bamboe gegeten. Jongen worden tussen september en april geboren. Het Dices katoenstaartkonijn is het voornaamste prooidier van de prairiewolf in de bergstreken van zuidelijk Midden-Amerika.